# Степное Тугаево
Степно́е Туга́ево (чув. Пысӑк Чӑрӑш) — деревня в Цивильском районе Чувашской Республики. Входит в состав Первостепановского сельского поселения.

## География
Находится в северной части Чувашии на расстоянии приблизительно 9 км на юг по прямой от районного центра города Цивильск на правом берегу реки Малый Цивиль.

## История
Известна с 1719 года, когда в ней было 40 дворов и 81 мужчина. В 1747 было учтено 153 мужчины, в 1795 — 41 двор, 289 жителей, в 1858—442 жителя, в 1897 (Вурманкасы) — 306 жителей, в 1926 — 79 дворов, 409 жителей, в 1939—390 жителей, в 1979—258 жителей. В 2002 году — 107 дворов, 2010 — 82 домохозяйства. В период коллективизации образован колхоз «Пучах», в 2010 году действовал ООО КФХ «Простор».

## Население
Постоянное население составляло 238 человек (чуваши 99 %) в 2002 году, 218 в 2010.